# 화북중학교
화북중학교(化北中學校)는 대한민국 경상북도 상주시 화북면 용유리에 있는 공립 중학교이다.

## 학교 연혁
- 1953년 12월 19일 : 학교 설립 인가 (3학급)
- 1953년 12월 25일 : 초대 정재원 교장 취임
- 1954년 2월 28일 : 화북중학교 개교
- 1956년 11월 24일 : 본관 신축 준공
- 1985년 6월 18일 : 본관 개축 준공 (2층 8실)
- 1997년 1월 16일 : 화북중학교 설립자 명의 변경 인가
- 1997년 3월 1일 : 공립중학교로 전환
- 2009년 9월 1일 : 교원능력개발평가 도교육청 시범학교 지정
- 2011년 3월 1일 : 봉사활동 도교육청 시범학교 지정
- 2022년 2월 11일 : 제69회 졸업식(졸업생 5명, 총누계 2,373명)
- 2022년 3월 1일 : 제19대 박기철 교장 취임

## 참고 자료
- 화북중학교 - 한국교육학술정보원 학교알리미